# Lyonel Leconte
Lyonel Leconte, est un sommelier français.

## Parcours
Originaire de Mellecey (Germolles), il a obtenu un bac d'œnologie à Mâcon (Davayé), puis un DUT de commerce à Bordeaux et suivi une formation de sommelier à Tain-l'Hermitage. Il entre en 1987 chez Bernard Loiseau, où il reste 10 ans,. C'est durant cette époque qu'il devient Meilleur jeune sommelier de France en 1991 puis Meilleur sommelier de France en 1994, avec une 4e place au niveau mondial. Dans la foulée, Il monte sa propre entreprise: la SARL Lyonel Leconte qui prendra le nom commercial "Terroirs & Millésimes" à Chalon-sur-Saône.  Son activité consiste à proposer et conseiller des vins de toute la France aux clients particuliers et aux restaurateurs. 
En parallèle, il aide aussi les grandes enseignes nationales de distribution en tant que créateur de cuvées,.

## Distinctions reçues
- 1994 : Meilleur sommelier de France.
- 1991 : Meilleur jeune sommelier de France.